# Višje rastline
Višje rastline ali cevnice (Tracheophyta), ki jih ponekod imenujejo tudi vaskularne rastline in traheofiti, zajemajo taksona semenke in praprotnice. Zanje je značilna prisotnost prevajalnih tkiv, ki so organizirana v obliki žil. Praprotnice in semenke uvrščamo tudi med brstnice (Cormophyta), ki imajo dobro razvite rastlinske organe, pod katere sodijo:
- korenine
- steblo
- listi
- pri semenkah še cvetovi

## Cvetovi
Najprej moramo vedeti, da imajo cvetove običajno samo semenke. Cvet je tisti del rastline, v katerem se običajno nahaja seme. Cvetovi so raznih barv in oblik, odvisno od vrste rastline. Sicer o cvetovih ni povedati kaj dosti, vendar lahko poudarimo, da ob cepljenju cepljena rastlina običajno prevzame oz. malo preoblikuje cvetove druge rastline. To pa ne velja samo za semenke, temveč tudi za različna drevesa. Recimo, navadna kitajska okrasna češnja cepljena z navadno užitno češnjo bo svoje rožnate cvetove malo preoblikovala, da bo nastala nekakšna mešanica med obema rastlinama, pa tudi užitne plodove bo dobila. Seveda pa ljudje dandanes mnoge semenke prepoznamo prav po značilnem cvetu.

## List
List brstnic je zgrajen iz 
- zgornje povrhnjice s kutikulo, voščeno prevleko
- stebričastega (palisadnega) asimilacijskega tkiva
- gobastega asimilacijskega tkiva (v stebričastem in palisadnem tkivu poteka fotosinteza)
- spodnje povrhnjice z listnimi režami, skozi katere se izmenjujejo plini
- žil, po katerih priteka voda in odteka hrana
- celic zapiralk, ki odpirata in zapirata listno režo

## Preobraženi listi
Rastline so se prilagodile na okolje, v katerem živijo. V kakšnem okolju živijo, lahko razberemo že iz zgradbe njihovih listov. Če dobro pomislimo, imajo iglavci, ki se običajno nahajajo na bolj sušnih območjih, iglice. Kaktusi so svoje liste zaradi daljših sušnih obdobij začeli preobražati v iglice. Posebno pri kaktusih so spremembe prišle že tako daleč, da njihovi listi oz. iglice ne opravljajo več fotosinteze, temveč je to delo prevzelo njihovo steblo.

## Steblo
Steblo brstnic je zgrajeno iz
- stebelne ovojnice
- primarne skorje
- žil, ki so pri enokaličnicah razmetane, pri dvokaličnicah pa razporejene v kolobarju, sestavljene so iz
  - ksilema, po katerem se pretaka voda, zgrajen je iz traheid in trahej
  - floema, po katerem se pretakajo organske snovi, zgrajen je iz sitastih celic
  - kambija, rastočega tkiva, ki na straneh tvori ksilem in floem

## Korenina
- rast brstnic omogočajo tvorna tkiva v rastnem vršičku korenine - kambij in meristemi
- voda v korenino vstopa zaradi osmoze (ker je celični sok v korenini močno koncentriran)